# هوت‌آباد (جکیگور)
هوت‌آباد روستایی در دهستان جکیگور بخش مرکزی شهرستان راسک استان سیستان و بلوچستان ایران است.

## جمعیت
بر پایه سرشماری عمومی نفوس و مسکن در سال ۱۳۹۵ جمعیت این روستا ۲۳۳ نفر (۶۶خانوار) بوده‌است.